# Société d'escrime de Genève
 (mars 2012).
Si vous disposez d'ouvrages ou d'articles de référence ou si vous connaissez des sites web de qualité traitant du thème abordé ici, merci de compléter l'article en donnant les références utiles à sa vérifiabilité et en les liant à la section « Notes et références ».
La Société d'escrime de Genève est un club sportif suisse d'escrime.

## Histoire
Fondé en 1862 il est l'un des  plus vieux club d'escrime d'Europe ( le plus vieux étant la Gilde Saint Michel de Gand dont la date de Fondation est 1614 
et le plus grand de suisse avec 240 membres[réf. nécessaire].

## Palmarès
(de 1999 à 2011)
La société d'escrime de Genève a un des plus gros palmarès de Suisse avec 30 médailles d'or aux Championnats suisses, 148 médailles d'or,129 d'argent et 225 de bronze au circuit national suisse, mais également 2 médailles d'argent et 3 médailles de bronze aux championnats d'Europe ainsi qu'une médaille d'argent et une médaille de bronze aux championnats du monde.